# Hav i ditt minne Jesus Krist
Hav i ditt minne Jesus Krist är en kristen psalm. Texten är skriven av Cyriakus Günther och översatt till svenska av Johan Olof Wallin.
|  |
|  |

## Publicerad i
- 1819 års psalmbok, som nummer 125 under rubriken "Jesu heliga hågkomst och efterföljelse".
- Den svenska psalmboken 1937, som nummer 116 under rubriken "7. Tiden efter Påsk".